# شين سابوري
شين سابوري (باليابانية: 佐 分 利 信)، (12 فبراير 1909 في يوتاشينا (هوكايدو) - 22 سبتمبر 1982) ممثل أفلام ياباني اشتهر بأدواره في خمسة من الأفلام للمخرج الكبير ياسوجيرو أوزو بما في ذلك فيلم نكهة الشاي الأخضر على الأرز وأواخر الخريف وغيرها وقام ببطولة الفيلم الأحفورة للمخرج ماساكي كوباياشي ظهر أول مرة في عام 1935 في فيلم عبء الحياة.

## أهم أعماله
- The Fossil - 1975 (الأحفورة) للمخرج ماساكي كوبياشي.
- Late Autumn - 1960 (أواخر الخريف) للمخرج ياسوجيرو أوزو.
- Equinox Flower - 1958 (زهرة الإعتدال) للمخرج ياسوجيرو أوزو.
- The Flavor of Green Tea over Rice - 1952 (نكهة الشاي الأخضر على الأرز) للمخرج ياسوجيرو أوزو.
- Brothers and Sisters of the Toda Family - 1941 (الإخوة والأخوات من عائلة تودا) للمخرج ياسوجيرو أوزو.
- There Was a Father - 1942 (كان هناك أب) للمخرج ياسجيرو أوزو.

## روابط خارجية
- Shin Saburi في قاعدة بيانات الأفلام على الإنترنت